# Old World Underground, Where Are You Now?
Old World Underground, Where Are You Now? es el álbum debut de la banda canadiense Metric. El álbum fue publicado el 2 de septiembre de 2003 de la mano de Everloving Records (anteriormente llamada Enjoy Records) y Last Gang Records. El álbum posee la certificación canadiense de oro.
Las canciones "Combat Baby" y "Dead Disco" fueron lanzados como singles. Estas canciones, como también "Calculation Theme", "IOU" y "Succexy", tienen un videoclip.

## Canciones
Todas las canciones escritas y compuestas por Metric. 
| N.º | Título              | Duración |  |
| 1.  | «IOU»               | 4:22     |  |
| 2.  | «Hustle Rose»       | 5:33     |  |
| 3.  | «Succexy»           | 3:05     |  |
| 4.  | «Combat Baby»       | 3:29     |  |
| 5.  | «Calculation Theme» | 3:31     |  |
| 6.  | «Wet Blanket»       | 4:07     |  |
| 7.  | «On a Slow Night»   | 4:36     |  |
| 8.  | «The List»          | 2:52     |  |
| 9.  | «Dead Disco»        | 3:25     |  |
| 10. | «Love is a Place»   | 2:09     |  |

## Intérpretes
1. Emily Haines - Voz y sintetizadores.
2. James Shaw - Guitarra y voz.
3. Joshua Winstead - Bajo.
4. Joules Scott-Key - Batería.